# Johnny Knoxville
Philip John "PJ" Clapp, mer känd under artistnamnet Johnny Knoxville, född 11 mars 1971 i Knoxville i Tennessee, är en amerikansk skådespelare, mest känd för att startat och medverkat i MTV-serien Jackass. Han har även dykt upp i CKY och i Wildboyz, som Chris Pontius och Steve-O har skapat.
Han blev först uppmärksammad när han skrev för en Tennessee-tidning som gjorde en artikelserie med "prova inte det här hemma"-tema. Testerna utvecklades senare till TV-serien Jackass. Knoxville har döttrarna Madison (född 1996) och Arlo (född 2011) samt sonen Rocko (född 2009).

## Incident
Den 15 januari 2009, på Los Angeles International Airport upptäckte säkerhetsarbetare en oskarp granat i Knoxvilles handbagage; han häktades och citerades för att transportera ett förbjudet föremål till flygplatsen. Han släpptes efter utredningen när det var bestämt att saken var rekvisita från en reklamfilm, och att en assistent hade packat hans väska åt honom.

## Filmografi (urval)
- 1995 – Desert Blues
- 1999 – CKY Landspeed
- 2000 – Coyote Ugly
- 2000 – Jackass (TV-serie)
- 2001 – Life Without Dick
- 2002 – Big Trouble
- 2002 – Jackass: The Movie
- 2002 – Deuces Wild
- 2002 – Men in Black II
- 2003 – Grand Theft Parsons
- 2003 – Wildboyz (TV-serie) (avsnittet "Florida")
- 2004 – Walking Tall
- 2004 – A Dirty Shame
- 2005 – Lords of Dogtown
- 2005 – The Dukes of Hazzard
- 2005 – Daltry Calhoun
- 2005 – The Ringer
- 2006 – Jackass: Number Two (TV-serie)
- 2007 – Jackass: 2.5
- 2010 – Jackass 3D
- 2011 – Jackass 3.5
- 2012 – Fun Size
- 2012 – Nature Calls
- 2012 – Small Apartments
- 2013 – Movie 43
- 2013 – The Last Stand
- 2013 – Jackass Presents: Bad Grandpa
- 2014 – Teenage Mutant Ninja Turtles (röst)
- 2015 – Skiptrace
- 2016 – Elvis & Nixon
- 2016 – Skiptrace
- 2017 – Above Suspicion